# Liste der Monuments historiques in Senonges
Die Liste der Monuments historiques in Senonges führt die Monuments historiques in der französischen Gemeinde Senonges auf.

## Liste der Objekte
| Bezeichnung | Beschreibung           | Standort                     | Kennzeichnung | Schutzstatus | Datum | Bild |
| ----------- | ---------------------- | ---------------------------- | ------------- | ------------ | ----- | ---- |
| Pietà       | Stein, 16. Jahrhundert | in der Kirche St-Remy (Lage) | PM88000914    | Classé       | 1961  |      |